# 아이카와 테쯔가이
아이카와 테쯔가이 (Aikawa Tetugai), 1937년 3월 30일-）은 서예가, 책 학자 예술가이자 동경 학예 대학 명예 교수이다. 본명은 마사유키이다.
"현대 서예 연구의 일인자"라고 불린다.

## 경력
아이카와 테쯔가이아이카와 岩吉 · 뜻의 일곱 형제 중 셋째로 岩吉는 재혼을 위한 치바에 3 명의 누나가있다. 가나가와 현요코하마]에서 태어났다. 친척에  아이카와 藤兵衛. 1955년 [요코하마 시립 金沢高等学校 졸업, 1959년 [동경 학예 대학] 중등 교육 특별 교과 교원 양성 과정 서예학과 졸업, 1960년 동 대학 전공과 (예술 · 서예 전공) 수료.
1961년 가나가와 현립 요코하마 미도리가 오카 고등학교 교사 1977년 도쿄 학예 대학 교육 학부 조수. 그 후, 전임 강사, 조교수를 거쳐 1987년 교수, 2000년 명예 교수. 그동안 호세이 대학 통신 교육부 시간 강사, 일본 대학 문리 학부 겸임 교수, 도쿄 대학 동양 문화 연구소 내지 연구원 등 또한 산동 대학 객원 교수, 서안 교통 대학 객원 교수 등을 맡고있다. 2000년, 릿쇼 대학 문학부 교수. 대학원과 함께 7년 정도 동 대학에서 교편을 취한다. 도쿄도 마치 다시 의 스가와라 신사 붓 일본書作원의 결성에 진력 한 인물이다. 참조 서예 전시회
일본의 서예 공모전에서 닛텐, 요미우리 서예 전시회, 산케이 국제 도서전 ,와 함께 가장 권위가있는 「사대 서예 전시회 '의 하나입니다
매일 서예 전시회 출신의 서예가이기도 하다.

## 저서
- 『游芸約言評釈 - 劉熙載の人物と書論』（文化書房博文社 、1974年）
- 『書道史概説』（編著）（柳原書店、1984年）
- 『図解 実用かな字典』（木耳社、1987年）
- 『中国書道史蹟探訪』（木耳社、1996年）
- 『相川鐵崖作品集』（相川鐵崖、訪華展・退官記念展実行委員会、公和美術、1999年）
- 『書法の美』  (相川 政行(監修) 二玄社 2002年）
- 『相川鐵崖古希記念 書学論文集』（相川鐵崖古稀記念書学論文集編集委員会編、木耳社、2007年）
- 『図解 ひらがなの書き方 - 附・カタカナ』（阿保直彦との共編）（木耳社、2012年）
- 図解 ひらがなの書き方 - 附・カタカナp32

## 現書壇의 주요 서예 전시회
- 닛텐 (다섯째과)
- 요미우리 서예 전시회
- 매일 서예 전시회
- 산케이 국제 도서전

## 참고 문헌
- 릿쇼 대학 문학부論叢」제 125 호, 2007년 3월, 5-16 쪽.
- 조카 페이스 북
- 아이카와鐵崖작품